# Лауреаты Премии Правительства Российской Федерации в области науки и техники (2005)
Лауреаты Премии Правительства Российской Федерации в области науки и техники 2005 года — перечень награждённых государственной наградой Российской Федерации, присужденной за достижения в науке и технике в 2005 году.
Постановлением Правительства Российской Федерации от 26 августа 2004 года № 439 уменьшено число премий и максимально допустимое число лауреатов каждой премии, но значительно увеличена сумма премии. Согласно этому Постановлению, с 2005 года присуждалось не более 40 премий (в том числе 10 премий за работы в сфере обороны и безопасности), каждая в размере 1 миллион рублей. Авторский коллектив каждой работы был ограничен 10 претендентами.
Лауреаты определены Постановлением Правительства от 20 февраля 2006 года № 96 по предложениям Межведомственного совета по присуждению премий Правительства Российской Федерации в области науки и техники (опубликовано Постановление в «Российской Газете» — Федеральный выпуск № 4007 от 1 марта 2006).

## Легенда
Приводятся данные по премированной работе; фамилии лауреатов, их должность и место работы; номер абзаца в Постановлении

## Лауреаты
| номер | Лауреаты | Премированная работа |
| ----- | --- | --- |
| 1.    | Филиппову Геннадию Алексеевичу, академику, научному руководителю федерального государственного унитарного предприятия «Всероссийский научно-исследовательский и проектно-конструкторский институт атомного энергетического машиностроения», руководителю работы, Кукушкину Александру Николаевичу, доктору технических наук, главному научному сотруднику того же предприятия; Воронову Виктору Николаевичу, доктору технических наук, проректору государственного образовательного учреждения высшего профессионального образования «Московский энергетический институт (технический университет)», Куршакову Александру Валентиновичу, кандидату технических наук, ведущему научному сотруднику, Петровой Тамаре Ивановне, доктору технических наук, профессору, Рыженкову Вячеславу Алексеевичу, доктору технических наук, заведующему кафедрой, Погорелову Сергею Ивановичу, кандидату технических наук, заведующему сектором научного центра, — работникам того же учреждения; Загретдинову Ильясу Шамилевичу, заместителю управляющего директора бизнес-единицы N 1 Российского открытого акционерного общества энергетики и электрификации «ЕЭС России», Паули Виктору Карловичу, доктору технических наук, заместителю технического директора — главному техническому инспектору того же акционерного общества; Щербакову Сергею Николаевичу, кандидату технических наук, директору филиала N 3 «Мосгортепло» открытого акционерного общества «Московская объединённая энергетическая компания» | за повышение ресурса и энергоэффективности оборудования ТЭС, АЭС и предприятий жилищно-коммунального хозяйства на основе разработки и внедрения комплекса технологий многократного снижения повреждаемости поверхностей конструкционных материалов |
| 2.    | Глушаку Борису Леонидовичу, Медведеву Александру Борисовичу, кандидатам физико-математических наук, ведущим научным сотрудникам федерального государственного унитарного предприятия «Российский федеральный ядерный центр — Всероссийский научно-исследовательский институт экспериментальной физики», Гударенко Леониду Феодосиевичу, Мочалову Михаилу Алексеевичу, кандидатам физико-математических наук, начальникам лабораторий, Жерноклетову Михаилу Васильевичу, доктору физико-математических наук, начальнику отдела, Копышеву Валентину Петровичу, доктору физико-математических наук, главному научному сотруднику, — работникам того же предприятия; Грязнову Виктору Константиновичу, Постнову Виктору Ивановичу, кандидатам физико-математических наук, Терновому Владимиру Яковлевичу, доктору физико-математических наук, старшим научным сотрудникам государственного учреждения «Институт проблем химической физики Российской академии наук»; Иосилевскому Игорю Львовичу, кандидату физико-математических наук, ведущему научному сотруднику государственного образовательного учреждения высшего профессионального образования «Московский физико-технический институт (государственный университет)» | за теоретические и экспериментальные исследования термодинамических и электрофизических свойств неидеальной плазмы при ударно-волновом сжатии и адиабатическом расширении |
| 3.    | Пешехонову Владимиру Григорьевичу, академику, директору государственного научного центра Российской Федерации — федерального государственного унитарного предприятия "Центральный научно-исследовательский институт «Электроприбор», руководителю работы, Несенюку Леониду Петровичу, доктору технических наук, начальнику отдела, Элинсону Леону Соломоновичу, кандидату технических наук, ведущему научному сотруднику, — работникам того же центра; Железняку Леониду Кирилловичу, доктору технических наук, главному научному сотруднику государственного учреждения «Институт физики Земли имени О. Ю. Шмидта» Российской академии наук, Конешову Вячеславу Николаевичу, доктору технических наук, заместителю директора того же учреждения; Бронштейну Игорю Григорьевичу, ведущему конструктору государственного образовательного учреждения высшего профессионального образования «Санкт-Петербургский государственный университет информационных технологий, механики и оптики»; Ильину Валентину Николаевичу, кандидату технических наук, начальнику лаборатории федерального государственного унитарного предприятия "Центральный научно-исследовательский институт «Дельфин», Чичинадзе Михаилу Валентиновичу, доктору технических наук, первому заместителю директора того же предприятия; Князеву Юрию Анатольевичу, начальнику службы Главного управления навигации и океанографии Министерства обороны Российской Федерации; Парусникову Николаю Алексеевичу, доктору физико-математических наук, профессору государственного образовательного учреждения «Московский государственный университет имени М. В. Ломоносова» | за разработку и внедрение гравиметров двойного назначения для измерений с морских и воздушных носителей |
| 4.    | Гоголю Александру Александровичу, доктору технических наук, ректору государственного образовательного учреждения высшего профессионального образования «Санкт-Петербургский государственный университет телекоммуникаций имени профессора М. А. Бонч-Бруевича», руководителю работы; Житомирскому Савелию Марковичу, генеральному директору открытого акционерного общества «Мощная аппаратура радиовещания и телевидения»; Дробушевскому Виктору Мартиновичу, директору опытно-экспериментального завода открытого акционерного общества "Прикладная механика «Телеком», Шарину Николаю Павловичу, заместителю директора — главному конструктору того же завода, Назарову Геннадию Леонидовичу, первому заместителю генерального директора, Подкорытову Александру Владимировичу, генеральному директору, Топалову Михаилу Генриховичу, председателю совета директоров, — работникам того же акционерного общества; Кокоулину Василию Георгиевичу, кандидату технических наук, техническому директору общества с ограниченной ответственностью «КраМЗ»; Трубицину Сергею Николаевичу, заместителю генерального директора федерального государственного унитарного предприятия «Российская телевизионная и радиовещательная сеть»; Тюльпину Александру Архиповичу, консультанту департамента Правительства Российской Федерации | за разработку и внедрение передающих многоканальных антенных комплексов с совмещенными широкополосными антеннами из специальных конструкционных сплавов |
| 5.    | Кондратенко Владимиру Степановичу, доктору технических наук, заведующему кафедрой государственного образовательного учреждения высшего профессионального образования «Московская государственная академия приборостроения и информатики», руководителю работы, Ивченко Валерию Дмитриевичу, доктору технических наук, проректору того же учреждения; Аблязову Камилю Алимовичу, кандидату исторических наук, президенту открытого акционерного общества «Саратовский институт стекла», Жималову Александру Борисовичу, доктору технических наук, генеральному директору того же акционерного общества; Гиндину Павлу Дмитриевичу, кандидату технических наук, начальнику лаборатории открытого акционерного общества "Московский завод «Сапфир», Гукетлеву Юре Хаджибирамовичу, доктору технических наук, научному консультанту того же акционерного общества; Самородову Владиславу Георгиевичу, кандидату технических наук, генеральному директору открытого акционерного общества "Научно-исследовательский институт газоразрядных приборов «Плазма»; Солинову Владимиру Федоровичу, доктору технических наук, генеральному директору открытого акционерного общества «Научно-исследовательский институт технического стекла», Чадину Валентину Сергеевичу, начальнику лаборатории того же акционерного общества | за разработку и промышленное внедрение новых высокоэффективных технологий и оборудования для обработки стекла и других хрупких неметаллических материалов |
| 6.    | Белову Леониду Владимировичу, главному конструктору закрытого акционерного общества "Завод «Киров-Энергомаш» — дочернее общество открытого акционерного общества «Кировский завод», Гительману Абраму Иосифовичу, кандидату технических наук, Хазову Игорю Николаевичу, ведущим специалистам, Каверзневу Алексею Николаевичу, заместителю главного конструктора, Лободе Борису Николаевичу, директору, — работникам того же акционерного общества; Огневу Владимиру Васильевичу, доктору технических наук, профессору государственного образовательного учреждения высшего профессионального образования «Санкт-Петербургский государственный политехнический университет»; Пильдишу Вадиму Григорьевичу, кандидату технических наук, директору направления открытого акционерного общества «Специальное конструкторское бюро котлостроения»; Солонину Валентину Ивановичу, кандидату технических наук, первому заместителю генерального директора федерального государственного унитарного предприятия «Центральный институт авиационного моторостроения имени П. И. Баранова»; Семененко Петру Георгиевичу (посмертно) | за разработку принципиально новых высокопроизводительных турбокомпрессорных установок авиационной компактности (1 кг/кВт) при стационарном ресурсе (100 000 часов), внедрение в широкое серийное производство и создание на их основе энергокомплексов тяжелых кораблей, атомных ледоколов, металлургических и химических комбинатов, превышающих мировой уровень |
| 7.    | Гапановичу Валентину Александровичу, вице-президенту открытого акционерного общества «Российские железные дороги», руководителю работы, Кобзеву Сергею Алексеевичу, начальнику департамента того же акционерного общества; Старостенко Владимиру Ивановичу, кандидату технических наук, начальнику Московской железной дороги — филиала открытого акционерного общества «Российские железные дороги»; Донскому Александру Львовичу, Емельяненковой Елене Львовне, кандидату технических наук, заместителям генерального директора закрытого акционерного общества «Отраслевой центр внедрения новой техники и технологий», Рабиновичу Михаилу Данииловичу, генеральному директору того же акционерного общества; Баранову Леониду Аврамовичу, доктору технических наук, заведующему кафедрой государственного образовательного учреждения высшего профессионального образования «Московский государственный университет путей сообщения»; Бушненко Юрию Викторовичу, кандидату технических наук, ведущему научному сотруднику федерального государственного унитарного предприятия «Всероссийский научно-исследовательский институт железнодорожного транспорта», Мугинштейну Льву Александровичу, доктору технических наук, заведующему отделением, Никифоровой Нине Борисовне, кандидату технических наук, заведующей лабораторией, — работникам того же предприятия | за разработку и внедрение новых технологий вождения пассажирских и грузовых поездов на основе интеллектуальных систем автоведения и управления безопасностью движения |
| 8.    | Бабенко Анатолию Ивановичу, заместителю начальника отдела открытого акционерного общества «Специальное конструкторское бюро транспортного машиностроения», Власову Сергею Владимировичу, главному конструктору проекта, Козишкурту Валерию Иосифовичу, генеральному директору, Парамонову Виктору Алексеевичу, кандидату технических наук, заместителю главного конструктора, — работникам того же акционерного общества; Богданчикову Сергею Михайловичу, кандидату технических наук, президенту открытого акционерного общества "Нефтяная компания «Роснефть»; Карпову Юрию Анатольевичу, начальнику управления общества с ограниченной ответственностью "Буровая компания открытого акционерного общества «Газпром»; Фролову Андрею Андреевичу, доктору технических наук, генеральному директору того же общества с ограниченной ответственностью; Кузнецову Валерию Васильевичу, заместителю начальника отдела открытого акционерного общества «Газпром»; Недорчуку Борису Лаврентьевичу, кандидату технических наук, заместителю начальника управления Федеральной службы по надзору в сфере транспорта; Потапову Александру Валерьевичу, кандидату экономических наук, начальнику управления Федерального агентства по промышленности | за разработку и внедрение эффективного высокотехнологического оборудования для капитального ремонта и обслуживания нефтяных и газовых скважин глубиной до 6000 метров |
| 9.    | Байбурскому Владимиру Леоновичу, доктору технических наук, вице-президенту открытого акционерного общества «Сибирско-Уральская нефтегазохимическая компания», Джафарову Искендеру Садыховичу, члену-корреспонденту Академии наук Азербайджана, старшему вице-президенту — руководителю дирекции углеводородного сырья, Конюченко Владимиру Васильевичу, заместителю руководителя той же дирекции, Мовсум-заде Эльдару Мирсамедоглы, доктору химических наук, директору департамента той же дирекции, Никандрову Алексею Павловичу, кандидату экономических наук, заместителю директора департамента — начальнику управления, — работникам того же акционерного общества; Вдовину Сергею Николаевичу, кандидату технических наук, заместителю главного инженера Кемеровского открытого акционерного общества «Азот»; Жернакову Леониду Евгеньевичу, первому заместителю генерального директора — главному инженеру общества с ограниченной ответственностью «Тобольск-Нефтехим»; Корсакову Николаю Ивановичу, генеральному директору открытого акционерного общества «Научно-исследовательский и проектный институт по переработке газа»; Пашанину Владимиру Ивановичу, главному инженеру открытого акционерного общества «Сибур — Тюмень»; Рязанову Александру Николаевичу, заместителю председателя правления открытого акционерного общества «Газпром» | за разработку научно-технических и технологических решений, обеспечивших промышленную реализацию нефтяного промыслового газа |
| 10.   | Калитину Владимиру Тихоновичу, первому вице-президенту закрытого акционерного общества "Акционерная компания «АЛРОСА», руководителю работы, Акишеву Александру Николаевичу, кандидату технических наук, начальнику отдела института «Якутнипроалмаз», Козееву Анатолию Александровичу, бывшему директору того же института, Ганченко Михаилу Васильевичу, главному инженеру, Дойникову Юрию Андреевичу, директору Мирнинского горно-обогатительного комбината, Леоненко Валерию Николаевичу, бывшему директору того же комбината, Морозкину Александру Павловичу, кандидату экономических наук, первому вице-президенту — исполнительному директору, — работникам того же акционерного общества; Хохлову Олегу Ивановичу, руководителю Управления по технологическому и экологическому надзору Федеральной службы по экологическому, технологическому и атомному надзору по Республике Саха (Якутия); Штырову Вячеславу Анатольевичу, кандидату экономических наук, Президенту Республики Саха (Якутия); Филлиповскому Юрию Васильевичу (посмертно) | за разработку и реализацию нетрадиционных, высокоэффективных способов освоения алмазосодержащих месторождений Якутии |
| 11.   | Иванову Алексею Алексеевичу, доктору медицинских наук, Киселеву Всеволоду Ивановичу, доктору биологических наук, заместителям директора Научно-исследовательского института молекулярной медицины государственного образовательного учреждения высшего профессионального образования «Московская медицинская академия имени И. М. Сеченова», Пальцеву Михаилу Александровичу, академику, ректору, Сергиеву Владимиру Петровичу, академику Российской академии медицинских наук, директору Института медицинской паразитологии и тропической медицины имени Е. И. Марциновского, — работникам того же учреждения; Звереву Виталию Васильевичу, академику Российской академии медицинских наук, директору государственного учреждения «Научно-исследовательский институт вирусных препаратов имени О. Г. Анджапаридзе» Российской академии медицинских наук; Нетесову Сергею Викторовичу, члену-корреспонденту Российской академии наук, заместителю генерального директора государственного научного центра Российской Федерации -государственного унитарного предприятия "Государственный научный центр вирусологии и биотехнологии «Вектор», Щелкунову Сергею Николаевичу, доктору биологических наук, заведующему отделом Научно-исследовательского института молекулярной биологии того же центра; Онищенко Геннадию Григорьевичу, академику Российской академии медицинских наук, руководителю Федеральной службы по надзору в сфере защиты прав потребителей и благополучия человека; Северину Сергею Евгеньевичу, члену-корреспонденту Российской академии медицинских наук, генеральному директору государственного учреждения здравоохранения г. Москвы «Московский научно-исследовательский институт медицинской экологии»; Семенову Борису Федоровичу, академику Российской академии медицинских наук, директору государственного учреждения «Научно-исследовательский институт вакцин и сывороток имени И. И. Мечникова» Российской академии медицинских наук | за научное обоснование, разработку и внедрение системы защиты населения Российской Федерации от новых биологических угроз |
| 12.   | Буториной Антонине Валентиновне, доктору медицинских наук, главному научному сотруднику государственного образовательного учреждения высшего профессионального образования «Российский государственный медицинский университет», Поляеву Борису Александровичу, доктору медицинских наук, заведующему кафедрой, Поляеву Юрию Александровичу, доктору медицинских наук, заведующему лабораторией, — работникам того же учреждения; Архарову Алексею Михайловичу, доктору технических наук, заведующему кафедрой государственного образовательного учреждения высшего профессионального образования «Московский государственный технический университет имени Н. Э. Баумана», Матвееву Валерию Александровичу, доктору технических наук, руководителю научно-учебного комплекса — декану того же учреждения; Воздвиженскому Ивану Сергеевичу, кандидату медицинских наук, врачу-хирургу негосударственного учреждения здравоохранения «Дорожная клиническая больница имени Н. А. Семашко на станции Люблино» открытого акционерного общества «Российские железные дороги»; Выгодину Вячеславу Александровичу, доктору технических наук, президенту открытого акционерного общества "Российская торгово-промышленная компания «Росмясомолторг»; Морозу Виктору Юрьевичу, доктору медицинских наук, заведующему отделением государственного учреждения «Институт хирургии имени А. В. Вишневского» Российской академии медицинских наук, Сарыгину Павлу Валерьевичу, кандидату медицинских наук, старшему научному сотруднику того же учреждения; Цыганову Дмитрию Игоревичу, доктору технических наук, руководителю дирекции открытого акционерного общества «Московский комитет по науке и технологиям» | за разработку и внедрение в практику реконструктивно-восстановительной хирургии новых инженерных и биомедицинских технологий |
| 13.   | Гольдбергу Евгению Даниловичу, академику Российской академии медицинских наук, директору государственного учреждения «Научно-исследовательский институт фармакологии» Томского научного центра Сибирского отделения Российской академии медицинских наук, руководителю работы, Дыгаю Александру Михайловичу, академику Российской академии медицинских наук, заместителю директора того же учреждения; Багировой Валерии Леонидовне, доктору фармацевтических наук, директору Института стандартизации лекарственных средств федерального государственного учреждения «Научный центр экспертизы средств медицинского применения»; Долговых Людмиле Федоровне, директору филиала общества с ограниченной ответственностью "Научно-производственная фирма «Материа Медика Холдинг», Сергеевой Светлане Александровне, доктору биологических наук, начальнику отдела, Эпштейну Олегу Ильичу, доктору медицинских наук, генеральному директору, — работникам того же общества с ограниченной ответственностью; Мазо Евсею Борисовичу, члену-корреспонденту Российской академии медицинских наук, заведующему кафедрой государственного образовательного учреждения высшего профессионального образования «Российский государственный медицинский университет», Ярыгину Владимиру Никитичу, академику Российской академии медицинских наук, ректору того же учреждения; Старостиной Марине Владиславовне, кандидату биологических наук, ведущему научному сотруднику государственного учреждения «Научно-исследовательский институт молекулярной биологии и биофизики» Сибирского отделения Российской академии медицинских наук, Штарку Марксу Борисовичу, академику Российской академии медицинских наук, заместителю директора того же учреждения | за создание, внедрение в производство и медицинскую практику новых высокоэффективных лекарственных препаратов на основе сверхмалых доз антител к эндогенным регуляторам |
| 14.   | Гранову Анатолию Михайловичу, академику Российской академии медицинских наук, директору государственного учреждения «Центральный научно-исследовательский рентгенорадиологический институт», руководителю работы, Мостовой Маинне Иосифовне, кандидату химических наук, ведущему научному сотруднику, Тютину Леониду Аврамовичу, доктору медицинских наук, руководителю отдела, Штуковскому Олегу Антоновичу, кандидату технических наук, заведующему отделением, — работникам того же учреждения; Ворогушину Михаилу Феофановичу, доктору физико-математических наук, первому заместителю генерального директора федерального государственного унитарного предприятия «Научно-исследовательский институт электрофизической аппаратуры имени Д. В. Ефремова», Степанову Альберту Владимировичу, доктору технических наук, главному научному сотруднику того же предприятия; Деревянко Евгению Петровичу, кандидату химических наук, заведующему лабораторией государственного учреждения «Научный центр сердечно-сосудистой хирургии имени А. Н. Бакулева Российской академии медицинских наук», Екаевой Ирине Викторовне, кандидату химических наук, старшему научному сотруднику того же учреждения; Забродину Борису Валентиновичу, заведующему лабораторией государственного образовательного учреждения высшего профессионального образования «Санкт-Петербургский государственный политехнический университет»; Шимчуку Геннадию Григорьевичу, кандидату физико-математических наук, начальнику лаборатории государственного научного центра Российской Федерации — федерального государственного унитарного предприятия «Государственный научный центр Российской Федерации — Институт теоретической и экспериментальной физики» | за создание и внедрение отечественного комплекса аппаратуры и технологий производства радиофармпрепаратов, «меченых» ультракороткоживущими радионуклидами, для диагностических центров позитронно-эмиссионной томографии |
| 15.   | Клушину Виталию Николаевичу, доктору технических наук, профессору государственного образовательного учреждения высшего профессионального образования «Российский химико-технологический университет имени Д. И. Менделеева», руководителю работы, Родионову Анатолию Ивановичу, доктору технических наук, профессору того же учреждения; Войлошникову Григорию Ивановичу, доктору технических наук, заместителю генерального директора открытого акционерного общества «Иркутский научно-исследовательский институт благородных и редких металлов и алмазов»; Зубовой Инне Дмитриевне, кандидату химических наук, старшему научному сотруднику федерального государственного унитарного предприятия "Электростальское научно-производственное объединение «Неорганика», Кареву Валерию Андреевичу, заместителю генерального директора, Мухину Виктору Михайловичу, доктору технических наук, начальнику лаборатории, — работникам того же предприятия; Нелидовой Галине Александровне, кандидату технических наук, главному специалисту Федерального агентства по науке и инновациям; Спиридонову Юрию Яковлевичу, члену-корреспонденту Российской академии сельскохозяйственных наук, заведующему отделом государственного научного учреждения «Всероссийский научно-исследовательский институт фитопатологии» Российской академии сельскохозяйственных наук; Таракановскому Виктору Ивановичу, председателю совета некоммерческой организации «Союз старателей России» | за научное обоснование, разработку и внедрение новых углеродных сорбентов многоцелевого применения для решения экологических и технологических проблем |
| 16.   | Кошелю Георгию Николаевичу, доктору химических наук, профессору государственного образовательного учреждения высшего профессионального образования «Ярославский государственный технический университет», руководителю работы, Алову Евгению Михайловичу, доктору химических наук, заведующему кафедрой того же учреждения; Антипову Евгению Михайловичу, доктору химических наук, Куличихину Валерию Григорьевичу, члену-корреспонденту Российской академии наук, заведующим лабораториями государственного учреждения «Институт нефтехимического синтеза имени А. В. Топчиева» Российской академии наук; Миронову Герману Севировичу, доктору химических наук, ректору государственного образовательного учреждения высшего профессионального образования «Ярославский государственный университет имени П. Г. Демидова»; Мусавирову Риму Сабировичу, доктору химических наук, директору государственного научного учреждения «Научно-исследовательский институт малотоннажных химических продуктов и реактивов»; Назимоку Владимиру Филипповичу, доктору технических наук, заместителю генерального директора открытого акционерного общества «Научно-исследовательский и проектный институт мономеров с опытным заводом»; Павлову Станиславу Юрьевичу, доктору технических наук, научному руководителю общества с ограниченной ответственностью «Научно-технологический центр по химическим технологиям» | за создание и внедрение в производство наукоемких химических технологий получения полифункциональных органических соединений многоцелевого назначения |
| 17.   | Мнухину Александру Самуиловичу, кандидату технических наук, заведующему лабораторией открытого акционерного общества «Головной научно-исследовательский и проектный институт» открытого акционерного общества "Горно-металлургическая компания «Норильский никель», руководителю работы, Бикетовой Людмиле Васильевне, кандидату технических наук, старшему научному сотруднику, Козыреву Владимиру Федоровичу, кандидату технических наук, первому заместителю генерального директора — директору по исследованиям и разработкам, Рябко Александру Георгиевичу, доктору технических наук, генеральному директору, Шварцману Рудольфу Абрамовичу, кандидату технических наук, ведущему научному сотруднику, — работникам того же акционерного общества; Брянцеву Алексею Яковлевичу, заместителю начальника управления открытого акционерного общества «Кольская горно-металлургическая компания», Демидову Константину Александровичу, заместителю директора — главному инженеру горно-металлургической дирекции, Платонову Сергею Васильевичу, начальнику цеха, — работникам того же акционерного общества; Бушуеву Геннадию Васильевичу, бывшему начальнику цеха открытого акционерного общества "Комбинат «Североникель»; Давидовичу Юрию Николаевичу (посмертно) | за разработку и внедрение новых процессов карбонильной металлургии никеля, технологии и аппаратуры производства материалов с высокими потребительскими свойствами |
| 18.   | Лунину Валерию Васильевичу, академику, декану государственного учебно-научного учреждения «Химический факультет Московского государственного университета имени М. В. Ломоносова», руководителю работы, Гибалову Валентину Ивановичу, доктору физико-математических наук, ведущему научному сотруднику, Самойловичу Вадиму Георгиевичу, кандидату химических наук, старшему научному сотруднику, — работникам того же учреждения; Зайцеву Владимиру Яковлевичу, кандидату химических наук, генеральному директору общества с ограниченной ответственностью "Фирма «Медозон»; Зуеву Владимиру Михайловичу, доктору медицинских наук, профессору государственного образовательного учреждения высшего профессионального образования «Московская медицинская академия имени И. М. Сеченова», Кошелевой Ирине Владимировне, кандидату медицинских наук, заведующей кабинетом кислородотерапии Клиники кожных и венерических болезней, Морозову Павлу Николаевичу, кандидату медицинских наук, директору Клинического центра, Побединскому Николаю Михайловичу, доктору медицинских наук, заведующему кафедрой, Смирновой Людмиле Михайловне, кандидату медицинских наук, заведующей отделением, Ткаченко Сергею Борисовичу, члену-корреспонденту Российской академии медицинских наук, главному научному сотруднику, — работникам того же учреждения | за исследование физико-химических основ синтеза озона, разработку и широкое внедрение принципиально новых лечебных технологий с использованием озона |
| 19.   | Иванову Николаю Михайловичу, доктору технических наук, начальнику отделения федерального государственного унитарного предприятия «Центральный научно-исследовательский институт машиностроения», Мартиросову Михаилу Григорьевичу, заместителю начальника отделения, Удалому Валерию Алексеевичу, кандидату технических наук, первому заместителю начальника центра, — работникам того же предприятия; Акиму Эфраиму Лазаревичу, доктору физико-математических наук, заместителю директора государственного учреждения «Институт прикладной математики имени М. В. Келдыша Российской академии наук»; Антошечкину Юрию Павловичу, главному специалисту открытого акционерного общества «Ракетно-космическая корпорация „Энергия“ имени СП. Королева», Вишнекову Владлену Егоровичу, начальнику отделения, Сотникову Борису Ивановичу, кандидату технических наук, главному научному сотруднику, — работникам того же акционерного общества; Бурцеву Юрию Валентиновичу, кандидату технических наук, начальнику отдела Космических войск; Моисееву Николаю Федоровичу, кандидату технических наук, заместителю руководителя Федерального космического агентства; Радченко Эдуарду Тимофеевичу, главному конструктору по космическим комплексам федерального государственного унитарного предприятия «Государственный космический научно-производственный центр имени М. В. Хруничева» | за разработку и внедрение новой технологии надежного и безопасного спуска с орбиты космических аппаратов, выработавших свой ресурс |
| 20.   | Анисимову Эдуарду Ивановичу, ведущему специалисту федерального государственного унитарного предприятия «Центральный аэрогидродинамический институт имени профессора Н. Е. Жуковского», Белорусову Юрию Николаевичу, кандидату технических наук, ведущему научному сотруднику, Богданову Василию Васильевичу, кандидату технических наук, главному научному сотруднику главному метрологу, Горбушину Антону Роальдовичу, начальнику лаборатории, Михайлову Николаю Константиновичу, заместителю начальника отделения, Рукавцу Василию Павловичу, заместителю директора, — работникам того же предприятия; Бабарыкину Владимиру Ивановичу, кандидату экономических наук, главному инженеру федерального государственного унитарного предприятия «Центральный институт авиационного моторостроения имени П. И. Баранова»; Новожилову Генриху Васильевичу, академику, главному советнику генерального директора открытого акционерного общества «Авиационный комплекс имени С. В. Ильюшина»; Ситникову Владимиру Петровичу, кандидату технических наук, заместителю начальника федерального государственного унитарного предприятия «Летно-исследовательский институт имени М. М. Громова»; Ярошенко Валерию Владимировичу, бывшему начальнику направления войсковой части 33949 | за комплексные экспериментальные исследования моделей летательных аппаратов различного назначения в трансзвуковой аэродинамической трубе Т-128 |
| 21.   | Абдуллину Ильдару Шаукатовичу, доктору технических наук, заведующему кафедрой государственного образовательного учреждения высшего профессионального образования «Казанский государственный технологический университет», руководителю работы, Абуталиповой Людмиле Николаевне, доктору технических наук, проректору того же учреждения; Андрееву Павлу Анатольевичу, техническому директору Татарского мехового торгово-промышленного открытого акционерного общества «Мелита», Гумерову Раису Хафизовичу, генеральному директору того же акционерного общества; Пахомову Алексею Михайловичу, кандидату экономических наук, заместителю Премьер-министра Республики Татарстан — Министру экономики и промышленности Республики Татарстан; Садовой Светлане Федоровне, доктору технических наук, профессору государственного образовательного учреждения высшего профессионального образования «Московский государственный текстильный университет имени А. Н. Косыгина»; Самойленко Надежде Ивановне, заместителю генерального директора открытого акционерного общества "Концерн «Ростекстиль», Фомину Борису Михайловичу, президенту того же акционерного общества; Серебренниковой Маргарите Николаевне, старшему научному сотруднику открытого акционерного общества "Научно-производственный комплекс «ЦНИИШерсть»; Федоровой Татьяне Алексеевне, начальнику отдела Министерства экономики и промышленности Республики Татарстан | за разработку и внедрение новых технологий с применением неравновесной низкотемпературной плазмы для повышения эффективности производства конкурентоспособных кожевенно-меховых изделий из отечественного натурального сырья |
| 22.   | Багрову Алексею Михайловичу, члену-корреспонденту Российской академии сельскохозяйственных наук, генеральному директору федерального государственного унитарного предприятия «Всероссийский научно-исследовательский институт пресноводного рыбного хозяйства», руководителю работы, Виноградову Владимиру Константиновичу, доктору биологических наук, главному научному сотруднику, Гепецкому Николаю Емельяновичу, кандидату биологических наук, старшему научному сотруднику, Савину Геннадию Игнатьевичу, бывшему рыбоводу, — работникам того же предприятия; Богеруку Андрею Кузьмичу, доктору биологических наук, заместителю генерального директора федерального государственного унитарного предприятия «Федеральный селекционно-генетический центр рыбоводства»; Гинизбургу Александру Николаевичу, генеральному директору закрытого акционерного общества «Смоленскрыбхоз»; Макеевой Алле Петровне, кандидату биологических наук, научному сотруднику государственного учебно-научного учреждения «Биологический факультет Московского государственного университета имени М. В. Ломоносова»; Магомаеву Феликсу Магомаевичу, доктору биологических наук, заведующему лабораторией Дагестанского филиала федерального государственного унитарного предприятия «Каспийский научно-исследовательский институт рыбного хозяйства»; Шаговскому Станиславу Васильевичу, кандидату биологических наук, заместителю директора филиала федерального государственного унитарного предприятия «Краснодарский научно-исследовательский институт рыбного хозяйства»; Веригину Борису Владимировичу, кандидату биологических наук (посмертно) | за разработку научных основ и промышленное внедрение новых методов повышения эффективного использования естественного продукционного потенциала, биологической мелиорации и создание стратегических запасов продовольствия во внутренних водоемах России |
| 23.   | Корабельникову Ростиславу Васильевичу, доктору технических наук, проректору государственного образовательного учреждения высшего профессионального образования «Костромской государственный технологический университет», руководителю работы, Кротову Владиславу Николаевичу, кандидату технических наук, ректору, Телицыну Анатолию Алексеевичу, доктору технических наук, профессору, — работникам того же учреждения; Безугловой Нине Суреновне, директору открытого акционерного общества «Московская шерстопрядильная фабрика»; Гурьеву Александру Николаевичу, генеральному директору закрытого акционерного общества «Суворовская нить»; Мовшовичу Павлу Михайловичу, доктору технических наук, ведущему научному сотруднику открытого акционерного общества "Научно-производственный комплекс «ЦНИИШерсть»; Новорадовскому Андрею Григорьевичу, кандидату технических наук, ведущему инженеру акционерного общества «Клариант Консалтинг АО»; Палочкину Сергею Владимировичу, доктору технических наук, профессору государственного образовательного учреждения высшего профессионального образования «Московский государственный текстильный университет имени А. Н. Косыгина»; Пашину Евгению Львовичу, доктору технических наук, директору государственного научного учреждения «Всероссийский научно-исследовательский институт по переработке лубяных культур Российской академии сельскохозяйственных наук»; Сизову Игорю Павловичу, кандидату технических наук, генеральному директору общества с ограниченной ответственностью «Костромское СКБ ТМ» | за разработку и реализацию комплекса научных основ и технических средств производства и переработки натуральных и химических волокон в отечественной легкой промышленности для предприятий в современных рыночных условиях |
| 24.   | Казанину Геннадию Семеновичу, генеральному директору открытого акционерного общества «Морская арктическая геологоразведочная экспедиция», руководителю работы, Зайцу Игорю Владимировичу, первому заместителю генерального директора — главному инженеру, Маркиной Наталии Владимировне, начальнику отряда, Чуранову Сергею Михайловичу, Шкарубо Сергею Ивановичу, кандидату геолого-минералогических наук, начальникам партий, — работникам того же акционерного общества; Иванову Владимиру Леонидовичу, доктору геолого-минералогических наук, главному научному сотруднику федерального государственного унитарного предприятия «Всероссийский научно-исследовательский институт геологии и минеральных ресурсов Мирового океана» Российской академии наук, Лопатину Борису Георгиевичу, кандидату геолого-минералогических наук, ведущему научному сотруднику того же предприятия; Матвееву Юрию Ивановичу, кандидату геолого-минералогических наук, генеральному директору Северного государственного федерального унитарного научно-производственного предприятия по морским геолого-разведочным работам «Севморгео»; Матишову Геннадию Григорьевичу, академику, директору государственного учреждения «Мурманский морской биологический институт» Кольского научного центра Российской академии наук, Тарасову Геннадию Антиповичу, доктору геолого-минералогических наук, заведующему отделом того же учреждения | за разработку, научное обоснование и внедрение прогрессивных технологий для создания эколого-геологических основ недропользования Западно-Арктического шельфа России |
| 25.   | Граневу Виктору Владимировичу, доктору технических наук, генеральному директору открытого акционерного общества «Центральный научно-исследовательский и проектно-экспериментальный институт промышленных зданий и сооружений — ЦНИИПромзданий», руководителю работы; Иванихиной Лидии Васильевне, кандидату технических наук, заведующей сектором, Лейкиной Диане Кононовне, заместителю генерального директора — главному архитектору, — работникам того же акционерного общества; Березкину Андрею Владимировичу, генеральному директору закрытого акционерного общества «Балтийская климатическая компания»; Богачеву Михаилу Григорьевичу, директору государственного унитарного предприятия Московской области «Мособлстройинвесткредит»; Горностаеву Николаю Ильичу, первому заместителю министра строительства правительства Московской области; Кузнецову Алексею Викторовичу, первому заместителю председателя правительства Московской области — министру финансов правительства Московской области; Гунсту Игорю Анатольевичу, генеральному директору открытого акционерного общества «Спортпроект»; Шабайдашу Андрею Анатольевичу, заведующему отделом государственного унитарного предприятия г. Москвы "Московский научно-исследовательский и проектный институт объектов культуры, отдыха, спорта и здравоохранения «Моспроект-4»; Недосеке Геннадию Михайловичу, доктору экономических наук (посмертно) | за разработку и строительство многофункциональных, трансформируемых спортивно-оздоровительных комплексов для городского населения |
| 26.   | Семечкину Андрею Евгеньевичу, доктору технических наук, заместителю директора государственного учреждения «Институт системного анализа» Российской академии наук, руководителю работы; Аксенову Петру Николаевичу, кандидату экономических наук, первому заместителю мэра Москвы в правительстве Москвы; Ильину Николаю Ивановичу, доктору технических наук, начальнику управления Службы специальной связи и информации Федеральной службы охраны Российской Федерации; Лапидусу Азарию Абрамовичу, доктору технических наук, президенту закрытого акционерного общества "Холдинговая компания «СУИхолдинг»; Лариной Ольге Алексеевне, директору по инвестированию общества с ограниченной ответственностью "Центр по проектированию и строительству жилых и общественных зданий «Поликварт», Семченкову Алексею Степановичу, доктору технических наук, директору отделения того же общества с ограниченной ответственностью; Малыха Галине Геннадьевне, доктору технических наук, генеральному директору общества с ограниченной ответственностью "Фирма «Гипрокон Л-Д»; Нарбаеву Батырбеку Мукатаевичу, начальнику проектно-территориальной мастерской «Юго-Запад» N 35 государственного унитарного предприятия «Научно-исследовательский и проектный институт генерального плана г. Москвы»; Пазюку Юрию Васильевичу, кандидату технических наук, директору некоммерческого партнерства «Экспертно-консультативный центр по сертификации материалов и эффективных технологий»; Гусакову Александру Антоновичу, доктору технических наук (посмертно) | за разработку и внедрение научных основ и практических методов строительства и реконструкции городских объектов и комплексов с повышенным качеством жизни населения |
| 27.   | Семенову Михаилу Александровичу, генеральному директору закрытого акционерного общества «Управление механизации N 282», руководителю работы, Александрову Евгению Евгеньевичу, главному инженеру, Александрову Анатолию Николаевичу, Прудникову Леониду Васильевичу, заместителям генерального директора, — работникам того же акционерного общества; Комохову Павлу Григорьевичу, академику Российской академии архитектуры и строительных наук, президенту некоммерческого партнерства «Научно-техническое общество стройиндустрии Санкт-Петербурга», Бадьину Геннадию Михайловичу, доктору технических наук, ученому секретарю, Легалову Игорю Николаевичу, вице-президенту, — работникам того же некоммерческого партнерства; Крупкину Александру Васильевичу, кандидату экономических наук, главе муниципального Боровичского района Новгородской области; Прусаку Михаилу Михайловичу, доктору экономических наук, губернатору Новгородской области | за разработку и внедрение дешевых экономичных малогабаритных квартир в кирпичных жилых домах для расселения граждан из ветхого и аварийного жилья в малых и средних городах России |
| 28.   | Парфенову Николаю Павловичу, генеральному директору федерального государственного унитарного предприятия «Ижевский механический завод», руководителю работы, Буданову Владимиру Петровичу, заместителю главного конструктора стрелкового и спортивно-охотничьего оружия — начальнику отдела, Виснеру Виктору Викторовичу, главному инженеру — второму заместителю генерального директора, Гадаршину Валерию Минниахметовичу, слесарю-сборщику, Гилеву Сергею Васильевичу, начальнику лаборатории — главному специалисту по сварке и термообработке, Ившину Петру Сергеевичу, руководителю группы, Милютинскому Борису Михайловичу, начальнику отдела, Субботину Анатолию Евдокимовичу, заместителю главного конструктора стрелкового и спортивно-охотничьего оружия по сопровождению серийных изделий — заместителю начальника отдела, Черепанову Валерию Леонидовичу, ведущему инженеру-конструктору, Шишкину Юрию Николаевичу, начальнику цеха, — работникам того же предприятия | за разработку и постановку на серийное производство нового модельного ряда гражданского оружия в период 1998—2003 годов |
| 29.   | Мирошникову Анатолию Ивановичу, академику, заместителю директора государственного учреждения «Институт биоорганической химии имени академиков М. М. Шемякина и Ю. А. Овчинникова» Российской академии наук, руководителю работы, Баирамашвили Дмитрию Ильичу, кандидату химических наук, начальнику опытного биотехнологического производства, Зинченко Алексею Алексеевичу, кандидату химических наук, старшему научному сотруднику, Иванову Вадиму Тихоновичу, академику, директору, Косареву Сергею Анатольевичу, Костроминой Татьяне Ивановне, Сизовой Наталии Викторовне, начальникам цехов, Ласману Владимиру Александровичу, заместителю начальника опытного биотехнологического производства, — работникам того же учреждения; Анциферову Михаилу Борисовичу, доктору медицинских наук, главному врачу государственного учреждения здравоохранения г. Москвы «Эндокринологический диспансер»; Коробко Вячеславу Григорьевичу, кандидату химических наук (посмертно) | за создание производства и внедрение в практику отечественного здравоохранения генно-инженерного инсулина человека |
| 30.   | Островскому Михаилу Аркадьевичу, академику, заведующему лабораторией государственного учреждения «Институт биохимической физики имени Н. М. Эмануэля» Российской академии наук, руководителю работы, Заку Павлу Павловичу, кандидату биологических наук, ведущему научному сотруднику того же учреждения; Линнику Леониду Федосьевичу, доктору медицинских наук, главному научному консультанту государственного учреждения «Межотраслевой научно-технический комплекс „Микрохирургия глаза“ имени академика С. Н. Федорова», Тахчиди Христо Перикловичу, доктору медицинских наук, генеральному директору того же учреждения | за научное обоснование, разработку и внедрение в офтальмологическую практику фотопротекторных искусственных хрусталиков с естественной спектральной характеристикой |